# Tale (Albania)
Tale è un insediamento del comune albanese di Alessio, capoluogo dell'omonima prefettura.
Situata nel golfo di Drin e bagnata dal mar adriatico, Tale è una tra le località balneari più importanti dell'Albania settentrionale, dopo le più rinomate Velipojë e la vicina San Giovanni di Medua. Le sue spiagge basse e sabbiose attirano numerosi turisti dalle regioni limitrofe, e negli ultimi anni dal Kosovo visto il progressivo sviluppo di attività balneari, ristoranti e alberghi.

## Località vicine
- Shënkoll
- Alk
- Tale 2
- Grykë Lumi
- Rrilë
- Barbullojë
- Gajush